# La Política
La Política fue un periódico editado en la ciudad española de Madrid desde 1863 hasta, al menos 1870.

## Historia
Editado en Madrid, su primer ejemplar habría sido publicado en la primera mitad del mes de noviembre de 1863. El periódico, del que Eugenio Hartzenbusch e Hiriart señala que al concluir 1870 seguía publicándose, y del que el Catálogo Colectivo de las Universidades de Cataluña hace mención de un número de 1879, habría cesado su publicación en febrero de 1881. De carácter político, perteneció a la Unión Liberal y más tarde, ya en la Restauración, estaría vinculado al Partido Conservador de Cánovas. Fue dirigido en sus primeros siete años de existencia por nombres como los de José Ahumada, José María Díaz, Enrique Hernández, Salvador López Guijarro, Antonio Mantilla y Adolfo Mentaberry.
Entre sus redactores, al menos hasta 1870, se contaron Pedro Antonio de Alarcón, Ángel Avilés, José Calvo y Teruel, Zacarías Casaval, José Díaz, Manuel Fernández Martín, José Ferreras, Joaquín González de la Peña, Antonio Mantilla, Adolfo Mentaberry, Carlos Navarro y Rodrigo, Julio Nombela, Gaspar Núñez de Arce, Julián Príncipe, Tiburcio Rodríguez y Ricardo Zamacois.